# Absorption (Physik)
Absorption (lateinisch absorptio ‚Aufsaugung‘) bezeichnet in der Physik allgemein die Schwächung von elektromagnetischer oder Teilchenstrahlung beim Eindringen in ein Medium. Hierbei werden die Teilchen des Mediums durch Strahlungsanregung oder Stöße in energetisch angeregte Zustände überführt. Die eindringende Strahlung kann ihre Energie dabei ganz oder teilweise auf das Medium, in das diese eindringt, übertragen. Absorption umfasst neben Eindringen von elektromagnetischen Wellen, Schallwellen sowie Partikelstrahlen auch das Eindringen einzelner Teilchen in ein Medium. In manchen Arbeitsgebieten wird „Absorption“ je nach dem betrachteten Effekt in etwas verschiedener Bedeutung gebraucht, etwa bei Röntgen- und Gammastrahlung und bei freien Neutronen.
Absorption verringert die Transmission einer Welle oder Strahlung durch einen Stoff oder Körper. Weitere abschwächende Effekte wie Streuung oder Reflexion werden in der Optik mit der Absorption unter dem Begriff Extinktion, auch Absorbanz, zusammengefasst.
Absorption in der hier diskutierten Bedeutung ist von Sorptionsprozessen zu unterscheiden, die etwa Absorption von Stoffen in kondensierten Phasen oder porösen Festkörpern (siehe Absorption (Chemie)) und Adsorption umfassen.

## Absorption von Wellen und Teilchenstrahlen

Energieumsatz verschiedener Strahlungssorten als Funktion der Eindringtiefe

Bei der Absorption von Wellen in einem absorbierenden, homogenen Material ist die Wahrscheinlichkeit der Absorption pro Wegeinheit bei niedrigen Energien in jeder Eindringtiefe gleich. Dann gilt ein exponentielles Gesetz, das Bouguer-Lambertsche Gesetz – oft kurz Lambertsches Gesetz genannt (nicht zu verwechseln mit dem Lambertschen Kosinusgesetz). Ist I0 der ursprüngliche Strom, beträgt der nach Durchlaufen der Schichtdicke d noch vorhandene Strom I(d):
{\displaystyle {\frac {I(d)}{I_{0}}}=e^{-\mu d}=\tau \,}
(Herleitung des Gesetzes: siehe Absorptionsgesetz). Dabei ist µ der – von den Eigenschaften des absorbierenden Materials und oft auch von der Energie (Quantenenergie, Teilchenart und -geschwindigkeit) der Strahlung abhängige – Absorptionskoeffizient. Sein Kehrwert ist die Eindringtiefe. Aus ihm lässt sich die Dicke der Halbwertsschicht berechnen.
Häufig treten jedoch Nebeneffekte auf, die zu ganz anderen Gesetzmäßigkeiten führen, wie im nebenstehenden Bild zu sehen ist. Dafür gibt es unterschiedliche Ursachen:
- Entstehung von Sekundärelektronen, die im durchstrahlten Material ausgelöst werden.
- Bei zu hohen Geschwindigkeiten ionisieren Protonen nur schwach.
- Elektronen besitzen wegen ihrer elektrischen Ladung eine scharf begrenzte maximale Eindringtiefe. Faustregel: in Körpergewebe (Fleisch) pro 2 MeV 1 cm.
- Hochenergetischen Photonen und Elektronen ist gemeinsam, dass sie ihr Dosismaximum nicht auf der Hautoberfläche, sondern einige Millimeter tiefer abgeben.

Die relativ dicke Luftschicht der Erde wirkt gemeinsam mit ihrem Magnetfeld als sehr wirksamer Absorber bzw. Teilchen-Ablenker hin zu den Magnetpolen der Erde für hochenergetische Teilchen von der Sonne oder aus dem Weltall. Je nach Teilchensorte und -energie steigt deshalb die Strahlungsaktivität im Van-Allen-Gürtel sehr stark an, die Erdoberfläche ist sehr gut geschützt. In der Nähe der Magnetpole erzeugen diese Teilchen Polarlichter (siehe auch: Luftschauer).

## Schall
Die Absorption von Schall findet durch Umwandlung der Leistung des Schalles (Luftschall, Körperschall, auch Erdbebenwellen) in thermische Energie in einem dämpfenden Medium oder an Grenzschichten – z. B. zwischen Luft, in der sich der Schall ausbreitet, und einer Festkörperoberfläche – statt. Sie ist unter anderem frequenz- und temperaturabhängig. Die Schallabsorption in Luft ist durch verschiedene thermodynamische Vorgänge bedingt, dabei ist sie in Gasen erheblich höher als in Festkörpern.

## Elektromagnetische Wellen

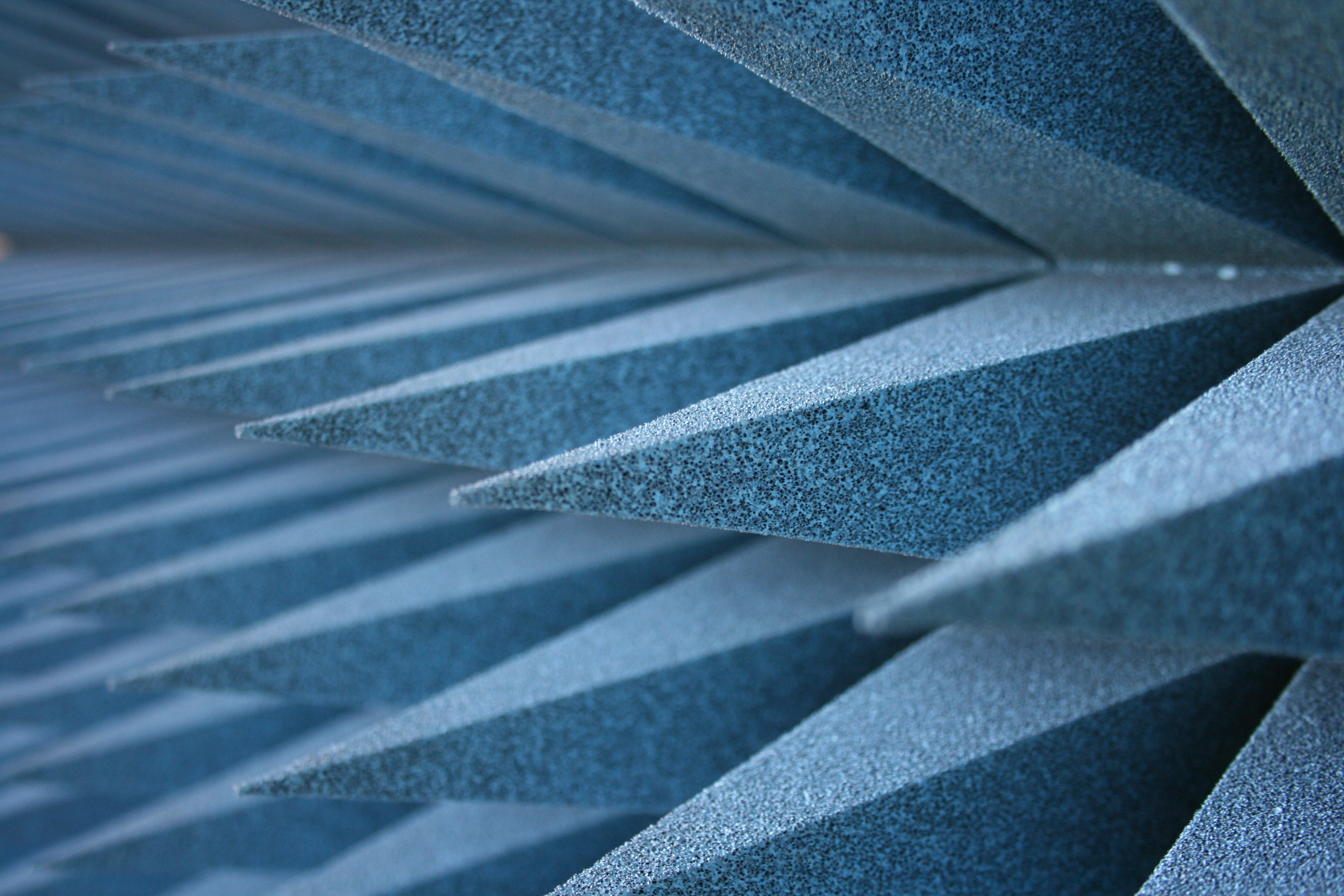
Schaumstoffpyramiden zur Absorption von elektromagnetischen Wellen bei funktechnischer Anwendung

Wenn elektromagnetische Strahlung in einem Material absorbiert werden kann, wird die Stärke der Absorption durch einen Materialparameter beschrieben, den Absorptionsgrad, der in der Regel von einer Vielzahl von Parametern (Temperatur, Wellenlänge) abhängig ist.

### Sichtbares Licht

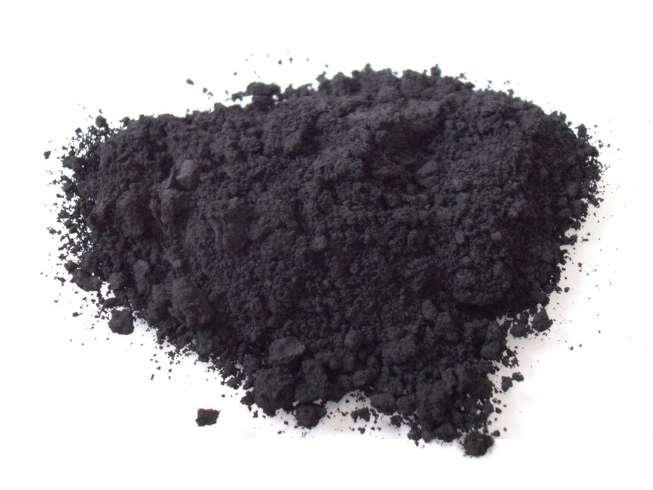
Ruß erscheint schwarz, weil er bereits in geringer Dicke viel Licht aller sichtbaren Wellenlängen absorbiert

Die Lichtabsorption an Oberflächen oder beim Durchqueren von Materie ist abhängig vom Material und von der Frequenz des Lichts. Die Abschwächung der Intensität entlang des Wegs ist proportional zum Absorptionskoeffizienten des durchstrahlten Materials und dessen Dicke. Daraus ergibt sich das Lambert-Beersche Gesetz. Die Wellenlänge maximaler Absorption wird als Absorptionsmaximum bezeichnet und für die Photometrie und UV/VIS-Spektroskopie verwendet.
In Abhängigkeit von der möglichen Bandstruktur der Moleküle können verschiedene Frequenzbereiche des Lichts unterschiedlich absorbiert werden, d. h., je nach Farbe ist die Absorption unterschiedlich stark (siehe Resonanzabsorption, Fraunhoferlinien). Benachbarte Frequenzanteile werden je nach Material und Einfallswinkel des Lichtes entweder reflektiert oder transmittiert. Wird beispielsweise eine gelb erscheinende Oberfläche mit weißem Licht bestrahlt, wird das grüne und rote Licht reflektiert/transmittiert und blaues Licht absorbiert (vgl. Farbsynthese). Bei der Absorption von Licht wird die aufgenommene Energie meist in thermische Energie verwandelt. Es sind aber auch andere Mechanismen möglich wie die verzögerte Freisetzung von Licht in Form von Fluoreszenz, oder die Umwandlung in elektrische Energie durch den photovoltaischen Effekt.
Wie bereits erwähnt, ist die Absorption (zum Teil stark) frequenzabhängig. Die Ursache liegt in der Bandstruktur des Materials, bei dem Photonen bestimmter Energie Atome oder Moleküle anregen, die Quantenübergänge mit genau dieser Energiedifferenz in der Elektronenhülle oder in ihren Molekülschwingungen (meist bei infrarotem Licht) besitzen.
Der Lichtdurchgang durch eine Platte einschließlich Absorption kann direkt aus dem komplexen Brechungsindex über die Kramers-Kronig-Beziehungen abgeleitet werden. Damit wird die elektromagnetische Wechselwirkung direkt mit einer Materialeigenschaft in Beziehung gesetzt.

### Röntgen- und Gammastrahlung

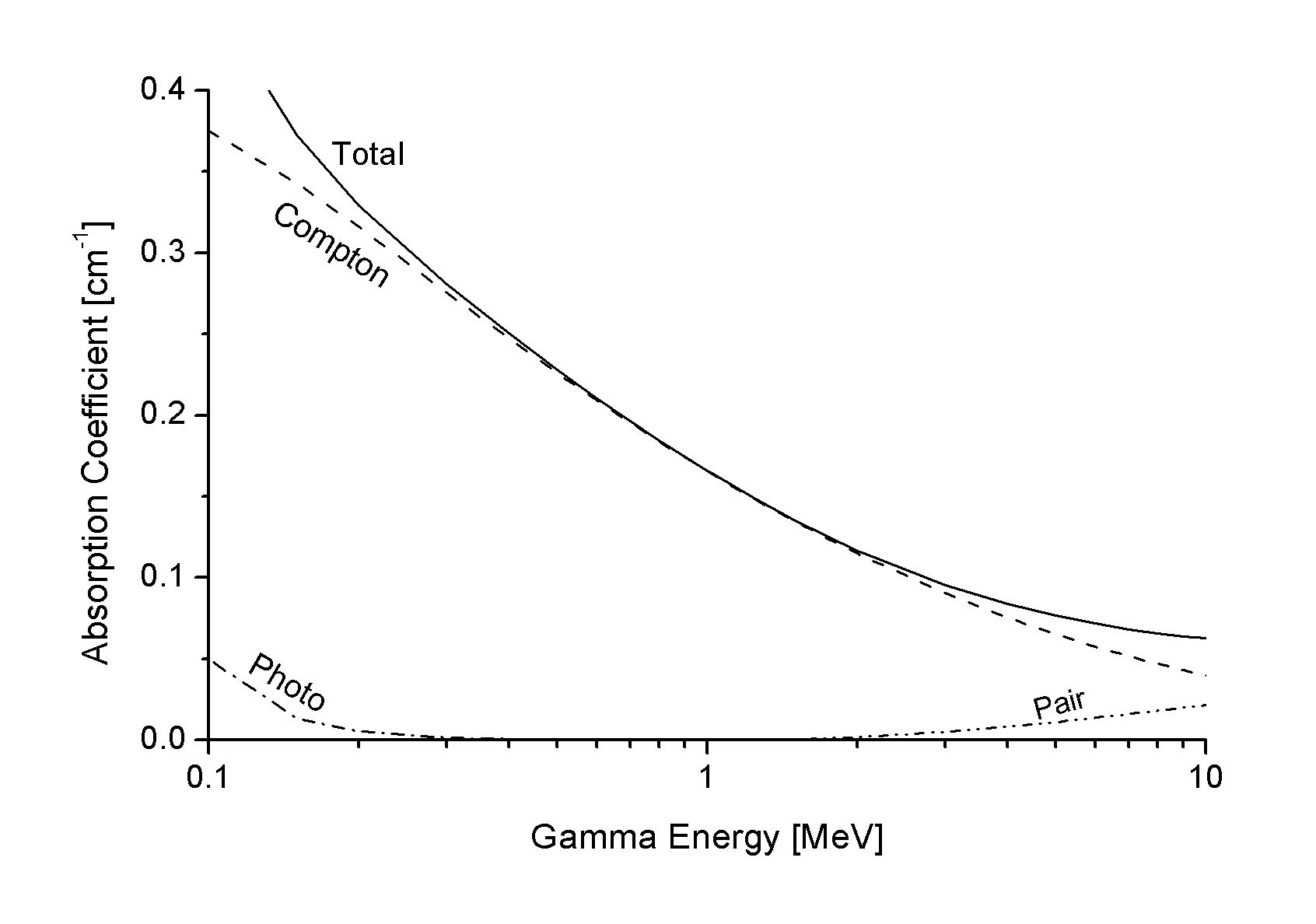
Der totale Absorptionskoeffizient μ von Aluminium (^{13}Al) für Gammastrahlung, als Funktion der Gammaenergie, und die Beiträge der drei einzelnen Prozesse. Der Comptoneffekt überwiegt im ganzen gezeigten Bereich.

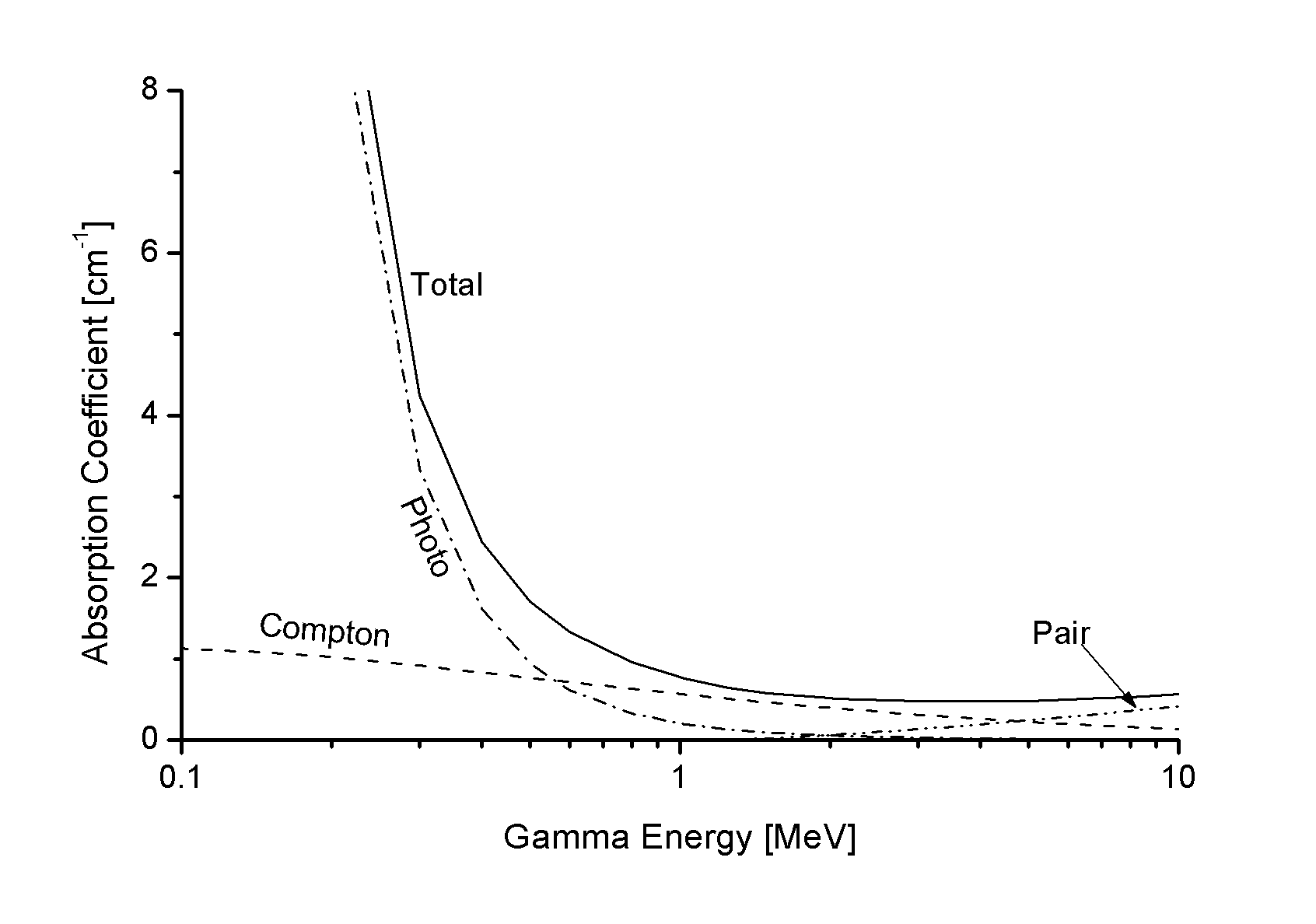
Der totale Absorptionskoeffizient μ von Blei (^{82}Pb) für Gammastrahlung, als Funktion der Gammaenergie, und die Beiträge der drei einzelnen Prozesse. Der Photoeffekt überwiegt bei kleinen Energien; die Paarbildung beginnt bei 5 MeV zu überwiegen.

Auch beim Durchgang von Röntgen- und Gammastrahlung durch Materie ist die Wahrscheinlichkeit für Absorption proportional der Dicke d des durchstrahlten Stoffes, ebenso die Wahrscheinlichkeit für Streuung. Daraus ergibt sich eine exponentielle Abnahme der Intensität mit zunehmender Dicke:
{\displaystyle I(d)=I_{0}\,e^{-\mu d}\,}
Hier ist {\displaystyle \mu =n\,\sigma } der Absorptionskoeffizient, {\displaystyle n} die Zahl der Atome im Material pro Kubikmeter und σ der Wirkungsquerschnitt für Absorption. In der Optik heißt dieses Gesetz das Lambert-Beersche Gesetz. Man kann die Schwächung des Strahls auch durch eine Halbwertsdicke beschreiben. Diese ist umgekehrt proportional zum Absorptionskoeffizienten.

#### Prozesse mit Energieverlust
Oft werden zur Absorption (nur) diejenigen Prozesse gezählt, bei denen ein Photon seine Energie teilweise oder ganz abgibt. Im Energiebereich der Gammastrahlung sind das:
- der photoelektrische Effekt, bei dem ein Elektron mit der Energie des Photons (verringert um die Ionisationsenergie des betroffenen Atoms) freigesetzt wird,
- der Comptoneffekt: das Photon gibt seine Energie teilweise an ein Elektron ab, und das gestreute Photon hat eine verringerte Energie,
- bei Energien von mindestens 1,022 MeV die Paarbildung in der Nähe eines Atomkerns: an Stelle des Photons entstehen ein Positron und ein Elektron.

Der Wirkungsquerschnitt für jeden dieser Prozesse hängt von der Energie des Photons und der Ordnungszahl des Materials ab. Der photoelektrische Effekt überwiegt für kleine Energien und hohe Ordnungszahl, die Paarbildung für hohe Energien und hohe Ordnungszahl, der Comptoneffekt für mittlere Energien und niedrige Ordnungszahl.
Der Gesamt-Wirkungsquerschnitt für Absorption ist die Summe aus den Einzelquerschnitten der verschiedenen Prozesse, für die so definierte Absorption also:
{\displaystyle \sigma _{\mathrm {Abs} }=\sigma _{\mathrm {Photo} }+\sigma _{\mathrm {Compton} }+\sigma _{\mathrm {Paar} }\,}.
Die freigesetzten Elektronen aus allen drei Prozessen können ihrerseits bei genügender Energie weiter ionisierend wirken.

#### Abschwächung des einfallenden Strahls
Zur „Absorption“ wird aber manchmal auch jeder Prozess gezählt, der ein Photon aus dem einfallenden Strahlenbündel entfernt, mit oder ohne Energieumsetzung. Dann muss bei Gamma- und Röntgenstrahlung auch die Rayleigh-Streuung mit berücksichtigt werden, die nur die Flugrichtung des Photons ändert. Der Gesamtwirkungsquerschnitt ist dann
{\displaystyle \sigma _{2}=\sigma _{\mathrm {Photo} }+\sigma _{\mathrm {Compton} }+\sigma _{\mathrm {Paar} }+\sigma _{\mathrm {Rayleigh} }\,}.
Der so definierte Absorptionskoeffizient, der lineare Schwächungskoeffizient, ist in der Berechnung der oben beschriebenen exponentiellen Abnahme zu verwenden. Auch dann gilt diese nur mit gewissen Idealisierungen, z. B. für einen dünnen, linienförmigen Strahl. Bei Durchstrahlung etwa einer dicken, massiven Wand gilt sie nicht, weil es hier z. B. auch zur Hineinstreuung in den Strahl kommt.

### Fernerkundung

Die Bestandteile der Luft absorbieren bei unterschiedlichen Wellenlängen

In der Fernerkundung bezieht sich der Ausdruck Absorption auf das Aufnehmen von elektromagnetischer Strahlungsenergie durch die Atmosphäre oder die Erdoberfläche. So wird vorübergehend Energie gespeichert und entsprechend dem Planckschen Strahlungsgesetz in irgendeine Richtung wieder emittiert. So reemittiert die durch die Sonne erwärmte Erdoberfläche Strahlung im Wellenlängenbereich des mittleren Infrarot (etwa 8 bis 14 µm). Diese Strahlung wird durch Wolken oder Treibhausgase absorbiert und so verzögert in den Weltraum bzw. wieder zur Erde reemittiert (Treibhauseffekt). Daher wird es in klaren Nächten kälter als in bedeckten.
LIDAR ist in der Lage, ein Schichtprofil der Konzentration von Spurengasen zu liefern. Hierbei wird mit speziellen Wellenlängen gearbeitet, die die Moleküle der Spurengase selektiv anregen und so absorbiert und reemittiert werden. Auch ein Profil der Windgeschwindigkeit kann gewonnen werden (Doppler-Verschiebung rückgestreuter Strahlung).
Farb- bzw. wellenlängenabhängige Absorption der Erdoberfläche hilft, zwischen verschiedenen Bedeckungen zu unterscheiden. Man nutzt den sichtbaren und den infraroten Spektralbereich, um Vegetationsarten und Temperaturen zu bestimmen.
Mit satellitengestütztem Radar kann man Oberflächenprofile gewinnen, aber auch Wellenfrequenz und -höhe bestimmen.

### Funkwellen
Funkwellen zur Nachrichtenübertragung oder beim Radar werden in der Atmosphäre durch freie Ladungsträger (Ionisierung) sowie Regen und Schnee bzw. Hagel absorbiert, reflektiert und gestreut.
So breiten sich Mittelwellen tagsüber schlecht aus (Ionisierung der unteren Atmosphäre durch Sonnenstrahlung), nachts dagegen gut. Weil die Absorption im Plasma polarisationsabhängig ist, werden auf der nördlichen Halbkugel linkszirkuläre Funkwellen großer Wellenlänge (Mittel- und Kurzwelle) fast vollständig absorbiert. Nur rechtszirkuläre Wellen werden an der Unterseite der Ionosphäre reflektiert, wenn sie unter ausreichend flachem Winkel auftreffen; Kurzwellen gelangen so um die gesamte Erde.
Während die Absorption von Mikrowellen an Niederschlag bei der Nachrichtenübertragung oft große Probleme bereitet (Richtfunk, Up- und Down-Links der Satellitenkommunikation), ist man mit Niederschlagsradar (bodengestützt) bzw. Wetterradar an Bord von Schiffen und Flugzeugen in der Lage, Niederschlagsgebiete und sogar deren Tropfen- bzw. Hagelkorngröße sowie die Windgeschwindigkeit zu bestimmen. Hier ist die Rayleigh-Streuung maßgeblich – je geringer die Wellenlänge, desto stärker streuen Partikel mit Abmessungen wesentlich unterhalb der Wellenlänge. Die Windgeschwindigkeit wird anhand der Doppler-Verschiebung der rückgestreuten Wellen bestimmt.
Bei Sonnenstürmen kann es zum Erliegen des Funkverkehrs kommen, wenn die Atmosphäre bis in niedrige Schichten ionisiert wird und Funkwellen absorbiert (siehe auch Ionosphärenstörung).
Die Absorption von Radiowellen durch Moleküle der Erdatmosphäre wird bei Wellenlängen unterhalb einiger Millimeter (also Frequenzen in der Größenordnung von hundert und mehr Gigahertz) so stark, dass sie den für bodengebundene Radioastronomie geeigneten Bereich („Radiofenster“) einschränkt.
Zur Realisierung von Funkmesszellen müssen die Wände entweder hohen Absorptionsgrad besitzen oder möglichst große Oberfläche, wie im Bild gezeigt. Dann genügt auch geringerer Absorptionsgrad des Materials. Wegen der sehr unruhigen Oberfläche können auch kaum gerichtete Reflexionen auftreten.

## Freie Neutronen
Auch im Zusammenhang mit Neutronen wird der Begriff Absorption nicht einheitlich verwendet. Als Absorption kann einerseits vom kernphysikalischen Standpunkt jede Aufnahme eines freien Neutrons in einen Atomkern bezeichnet werden, gleichgültig, wie der Kern sich danach verhält. Ein Urankern kann sich z. B. nach der Absorption spalten. Dabei werden 2 bis 3 Neutronen freigesetzt; die Absorption hat dann zu einer Neutronenvermehrung geführt.
In der Reaktorphysik und Physik der Fusionsreaktor-Blankets dagegen geht es oft um die Berechnung einer „Neutronenbilanz“. Hier werden unter Absorption (nur) diejenigen Prozesse zusammengefasst, die die Gesamtzahl der freien Neutronen im betrachteten Volumen verringern, wie z. B. (n,γ)-, (n,p)- oder (n,α)-Reaktionen. Prozesse wie die Kernspaltung oder (n,2n)-Reaktionen zählen hier dagegen zur Produktion, weil sie die Neutronenzahl erhöhen.
Neutronenabsorber, die die Neutronenzahl vermindern, auch Moderator genannt, dienen beispielsweise der Regelung und dem Abschalten der Kernspaltungskettenreaktion im Reaktorkern eines Kernkraftwerks.